# Повітряне командування «Центр»
Повітряне командування «Центр» (ПвК «Центр», в/ч А0820) — оперативне об'єднання Повітряних сил Збройних сил України у центральній частині території України (Вінницька, Житомирська, Київська, Черкаська, Чернігівська, та частково Полтавська, Сумська, Кіровоградська області) (до 23 січня 2017 — у центральній і східній).
Основними завданнями ПвК «Центр» є цілодобова охорона державного кордону у повітряному просторі та надійне прикриття від ударів з повітря великих промислово-економічних районів, адміністративних центрів, столиці країни — міста Києва, об'єктів Дніпровського каскаду ГЕС, Чорнобильської АЕС а також важливих комунікацій і військових об'єктів в Північний, Північно-Східній і Центральній Україні.

## Зона відповідальності

### Поточна (з 23 січня 2017)
Визначається точками:
- 51°28'17" пн. ш. 27°45'35" сх. д.
- 51°23'00" пн. ш. 27°45'00" сх. д.
- 50°19'41" пн. ш. 27°07'41" сх. д.
- 50°06'00" пн. ш. 27°12'05" сх. д.
- 49°45'42" пн. ш. 27°5Г00" сх. д.
- 48°43'31" пн. ш. 27°50'26" сх. д.
- 48°29'29" пн. ш. 27°35'50" сх. д.

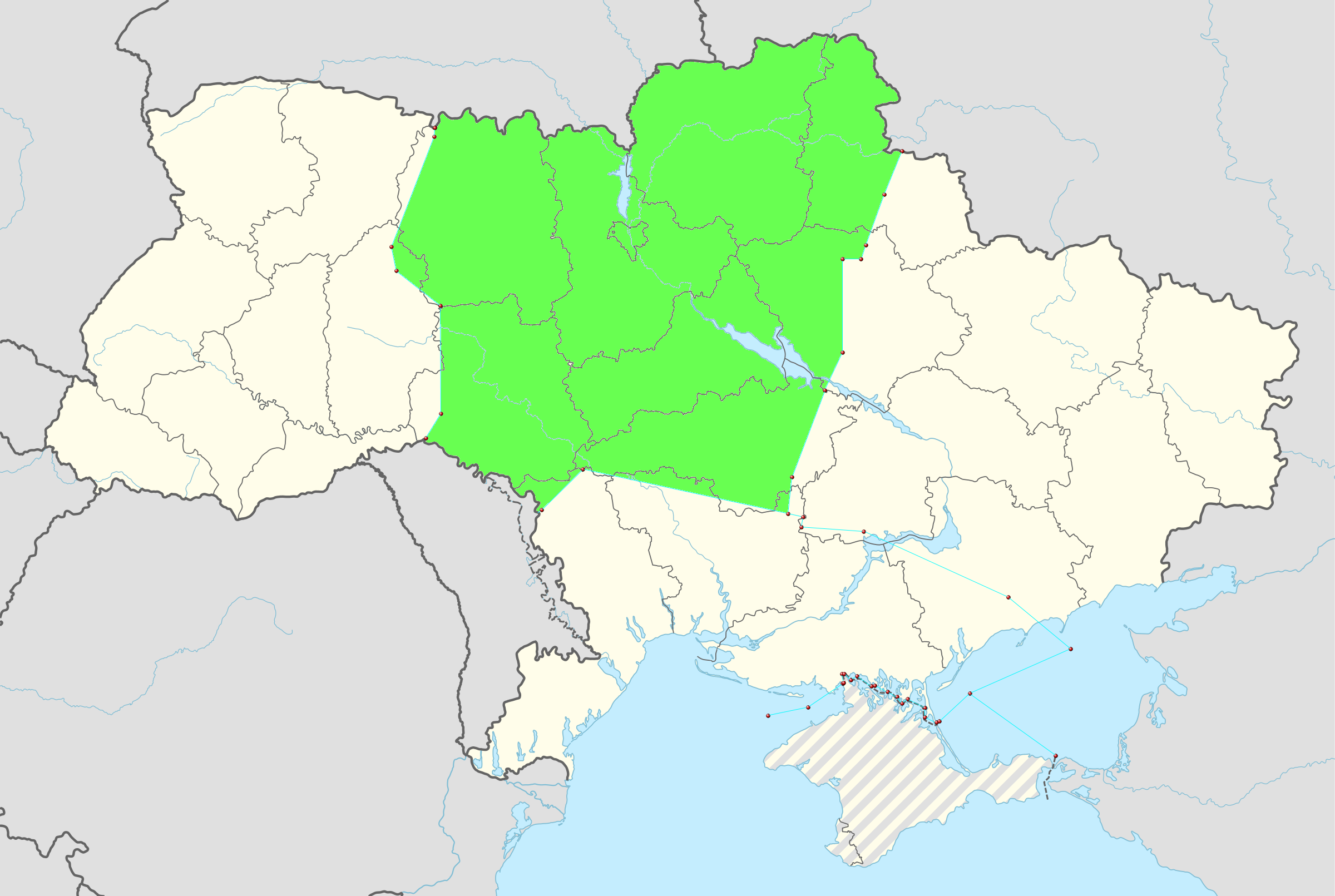
Зона відповідальності з 23 січня 2017

- далі вздовж державного кордону України з Республікою Молдова
- 47°48'19" пн. ш. 29°17'22" сх. д.
- 48° 11 '29" пн. ш. 29°53'04" сх. д.
- 47°46'00" пн. ш. 32°50'00" сх. д.
- 48°07'06" пн. ш. 32°53'18" сх. д.
- 48°57'00" пн. ш. 33°22'00" сх. д.
- 49°18'48" пн. ш. 33°37'00" сх. д.
- 50°12'46" пн. ш. 33°53'07" сх. д.
- 50°20'43" пн. ш. 33°57'20" сх. д.
- 50°49'42" пн. ш. 34° 13'00" сх. д.
- 51°14'55" пн. ш. 34°28'40" сх. д.
- далі по лінії державного кордону України з Російською Федерацією, Республікою Білорусь

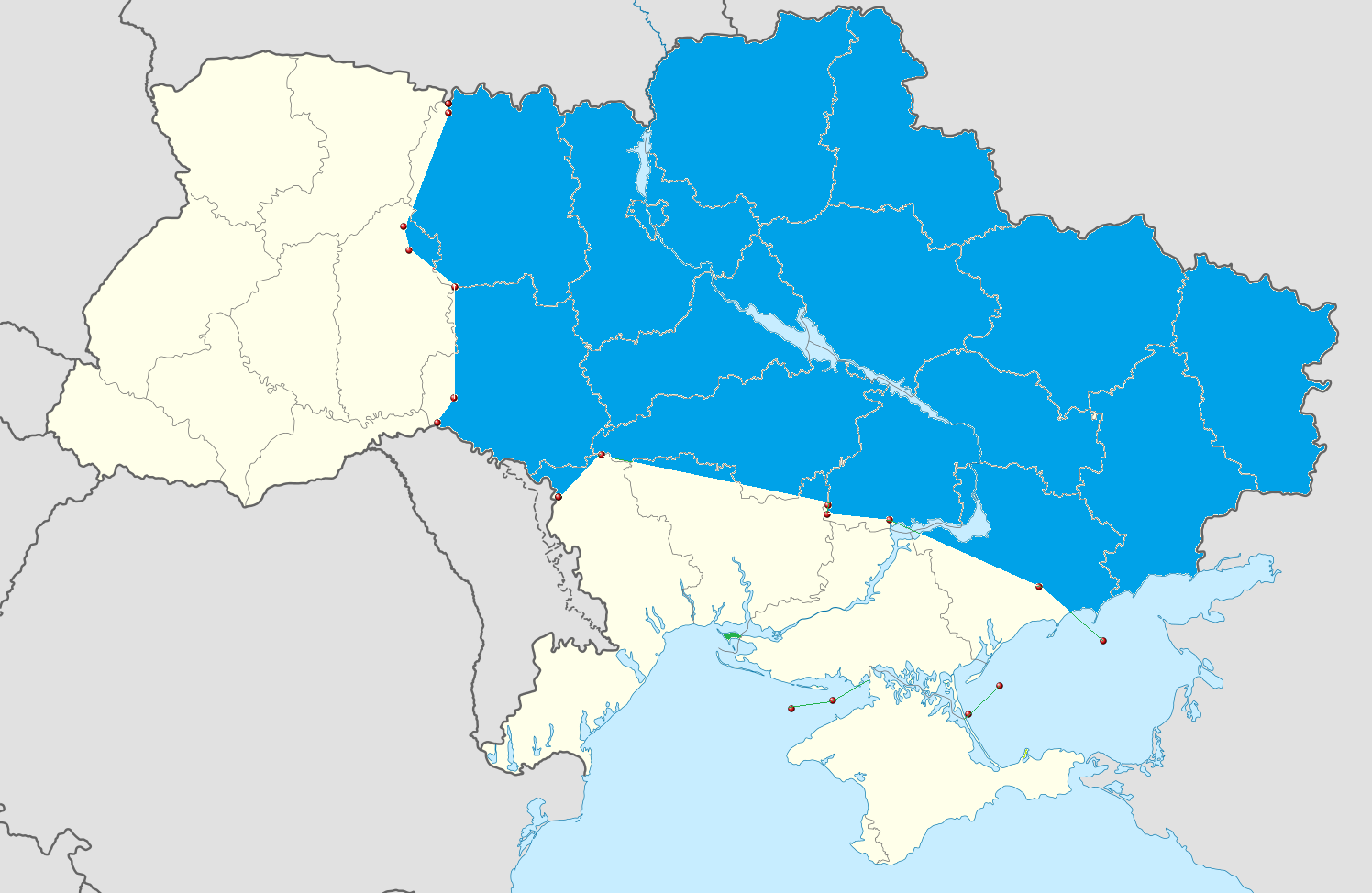
Повітряне командування «Центр» до 23 січня 2017

- 51°28'17" пн. ш. 27°45'35" сх. д

### До 23 січня 2017
Визначалася точками:
- 51°28'17" пн. ш. 27°45'35" сх. д.
- 51°23'00" пн. ш. 27°45'00" сх. д.
- 50°19'41" пн. ш. 27°07'41" сх. д.
- 50°06'00" пн. ш. 27°12'05" сх. д.
- 49°45'42" пн. ш. 27°51'00" сх. д.
- 48°43'31" пн. ш. 27°50'26" сх. д.
- 48°29'29" пн. ш. 27°35'50" сх. д.
- далі вздовж державного кордону України з Республікою Молдова
- 47°48'19" пн. ш. 29°17'22" сх. д.
- 48°11'29" пн. ш. 29°53'04" сх. д.
- 47°44'00" пн. ш. 33°03'00" сх. д.
- 47°38'25" пн. ш. 33°01'55" сх. д.
- 47°35'40" пн. ш. 33°55'23" сх. д.
- 46°58'00" пн. ш. 36°00'00" сх. д.
- далі по прямій лінії до точки в морі 46°28'00" пн. ш. 36°54'00" сх. д.
- далі по зовнішній межі прибережних морських вод Азовського моря шириною 12 морських миль, відлічуваних від лінії найбільшого відпливу як на материку, так і на островах, що належать Україні, до найближчої точки державного кордону України з Російською Федерацією на суші
- по лінії державного кордону України з Російською Федерацією
- по лінії державного кордону України з Республікою Білорусь
- 51°28'17" пн. ш. 27°45'35" сх. д.

#### Окремі райони
Повітряний простір над територією окремих районів Донецької та Луганської областей у межах військово-повітряної зони «Центр» належить до зони відповідальності повітряного командування «Центр» з урахуванням особливостей, визначених Законом України «Про особливий порядок місцевого самоврядування в окремих районах Донецької та Луганської областей», постановами Верховної Ради України від 17 березня 2015 року № 252-VIII «Про визначення окремих районів, міст, селищ і сіл Донецької та Луганської областей, в яких запроваджується особливий порядок місцевого самоврядування» та від 17 березня 2015 року № 254-VIII «Про визнання окремих районів, міст, селищ і сіл Донецької та Луганської областей тимчасово окупованими територіями».

## Організація
До складу Повітряного командування «Центр» входять:
- управління (Васильків, Київська область)
- 31-й окремий полк зв’язку та радіотехнічного забезпечення (Київ)
- 138-ма радіотехнічна бригада (Васильків)
- 39-та бригада тактичної авіації (Озерне, Житомирська область; Су-27)
- 40-ва бригада тактичної авіації (Васильків; МіГ-29, МіГ-29МУ1, Л-39)
- 831-ша бригада тактичної авіації (Миргород, Полтавська область; Су-27, Л-39)
- 96-та зенітна ракетна бригада (Данилівка, Київська область; С-300ПС, С-300ПТ)
- 156-й зенітний ракетний полк (Золотоноша, Черкаська область; 9К37 «Бук-М1»)
- 192-й центр управління та оповіщення
- 77-ма комендатура охорони та обслуговування (Васильків)
- 2204-й окремий батальйон радіоелектронної боротьби (Васильків)
- 21-ша авіаційна комендатура (Кропивницький)
- 110-та авіаційна комендатура (Умань, Черкаська область)
- 112-та авіаційна комендатура (Озерне)
- 215-та авіаційна комендатура (Пирятин, Полтавська область)

## Командування
- генерал-майор Вашутін Аркадій Віталійович[5]
- генерал-лейтенант[6] Кривоножко Анатолій Миколайович (від серпня 2015)